# Purpose (album Justina Biebera)
Purpose – czwarty studyjny album kanadyjskiego piosenkarza Justina Biebera, wydany w 13 listopada 2015 roku, przez Def Jam Recordings i School Boy Records.
Album został poprzedzony wydaniem singla What Do You Mean? (wydany 28 sierpnia 2015 roku), oraz drugiego singla Sorry (wydany 21 października 2015). Trzeci singiel Love Yourself był również sukcesem, osiągając numer jeden w Wielkiej Brytanii i Nowej Zelandii oraz w pierwszej dziesiątce w Australii i Stanach Zjednoczonych.
Album w Polsce uzyskał status potrójnie platynowej płyty.

## Lista utworów
1. „Mark My Words” – 2:14
2. „I’ll Show You” – 3:19
3. „What Do You Mean?” – 3:25
4. „Sorry” – 3:20
5. „Love Yourself” – 3:53
6. „Company” – 3:28
7. „No Pressure” (gościnnie: Big Sean) – 4:46
8. „No Sense” (feat. Travi$ Scott) – 4:35
9. „The Feeling” (feat. Halsey) – 4:04
10. „Life Is Worth Living” – 3:54
11. „Where Are Ü Now” (oraz Jack Ü)- 4:02
12. „Children” – 3:43
13. „Purpose” – 3:30
14. „Been You” – 3:20 (Deluxe Edition)
15. „Get used to it” – 3:58 (Deluxe Edition)
16. „We are” (feat. Nas) – 3:24 (Deluxe Edition)
17. „Trust” – 3:23 (Deluxe Edition)
18. „All in it” – 3:52 (Deluxe Edition)
19. „What Do You Mean? (Remix)” (feat. Ariana Grande) – 3:24 (iTunes Store Pre-order Edition Bonus Track)
20. What Do You Mean? (Acoustic Version) – 3:24 (Spotify Edition Bonus Track)
21. „Hit the Ground” – 3:48 (Walmart, Japanese Edition)
22. „The Most” – 3:20 (Walmart, Japanese Edition)
23. „Home To Mama” (feat. Cody Simpson) – 3:23 (Japanese Edition)